# Casalabriva
Casalabriva is een gemeente in het Franse departement Corse-du-Sud (regio Corsica) en telt 187 inwoners (2006). 

## Geografie
De oppervlakte bedraagt 15,92 km², de bevolkingsdichtheid is 12 inwoners per km².

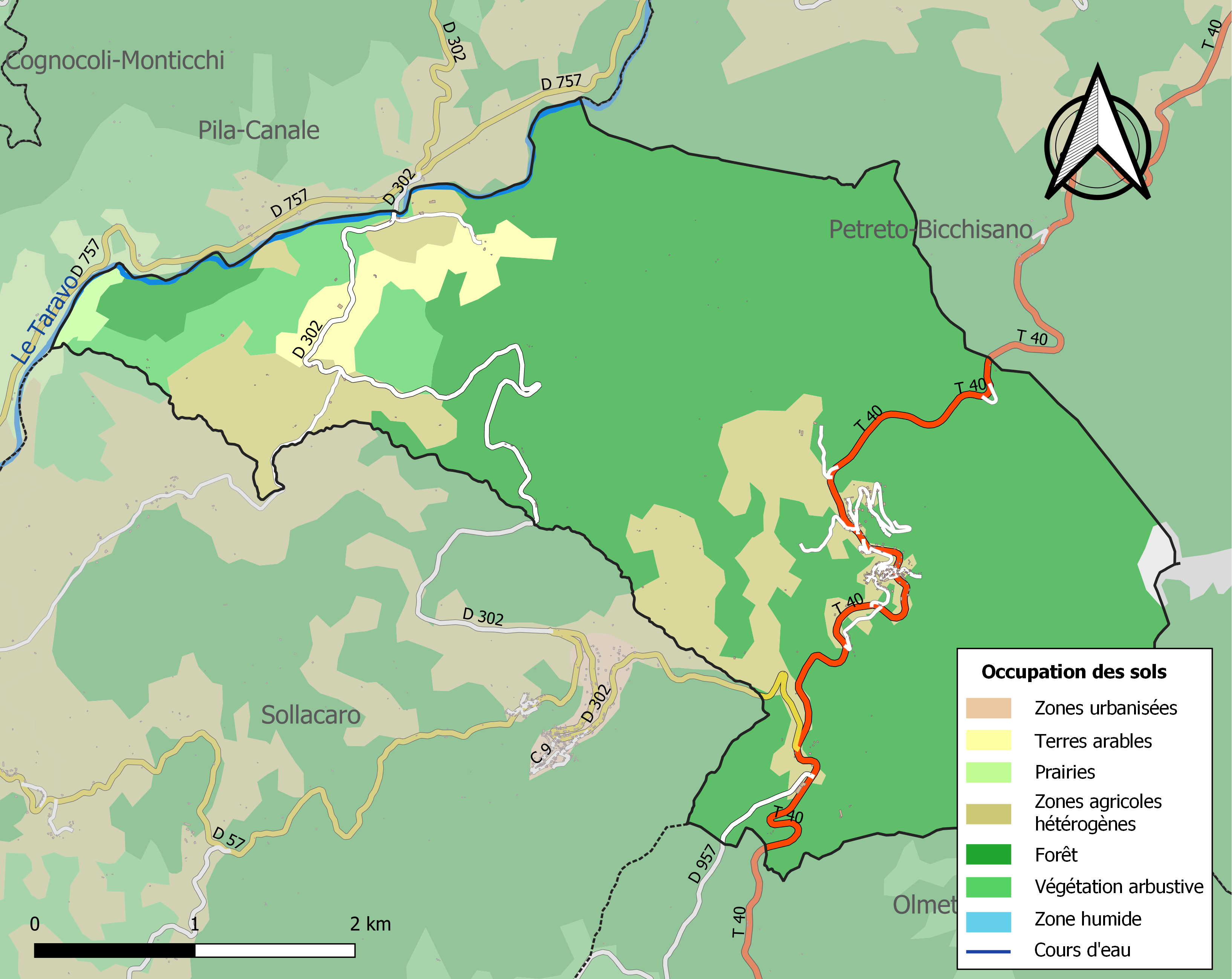
Kaart van de gemeente met de belangrijkste infrastructuur, bodemgebruik en omliggende gemeenten

.

## Demografie
Vanwege een beveiligingsprobleem met de MediaWiki Graph-software is het momenteel niet mogelijk deze grafiek weer te geven. Zodra de software is bijgewerkt zal de grafiek vanzelf weer zichtbaar worden.